# Isaías Peralta
Isaías Ignacio Peralta Clavería (Santiago, Chile, 21 de agosto de 1987) es un exfutbolista chileno que jugaba como mediocampista.

## Selección nacional
Peralta disputó la Copa Mundial de Fútbol Sub-20 de 2007 con la selección de fútbol sub 20 de Chile, jugando sólo uno de los partidos.

### Participaciones en Copas del Mundo Sub-20
| Mundial                 | Sede   | Resultado    |
| ----------------------- | ------ | ------------ |
| Mundial juvenil de 2007 | Canadá | Tercer lugar |

## Clubes
| Club                | País  | Año       |
| ------------------- | ----- | --------- |
| Unión Española      | Chile | 2006-2009 |
| Deportes Iquique    | Chile | 2009      |
| Trasandino          | Chile | 2010      |
| Unión San Felipe    | Chile | 2011      |
| Deportes Temuco     | Chile | 2012      |
| Unión San Felipe    | Chile | 2012      |
| San Marcos de Arica | Chile | 2013-2014 |
| San Antonio Unido   | Chile | 2014-2015 |
| Deportes Iberia     | Chile | 2015-2016 |
| San Antonio Unido   | Chile | 2016-2017 |
| Deportes Santa Cruz | Chile | 2017-2018 |
| Deportes Valdivia   | Chile | 2019-2021 |
| Coquimbo Unido      | Chile | 2021-Act. |

- Datos: Q6079113